# Lachman Crags
Die Lachman Crags sind eine 645 m hohe Geländestufe mit nordsüdlicher Ausrichtung auf der westantarktischen James-Ross-Insel. Sie erstreckt sich über eine Länge von 8 km in einer Entfernung von 5 km südsüdwestlich des Kap Lachman.
Der Falkland Islands Dependencies Survey benannte sie im Zuge einer Vermessung im Jahr 1945 nach dem gleichnamigen Kap. Dessen Namensgeber ist J. Lachman, ein Sponsor der Schwedischen Antarktisexpedition (1901–1903) unter der Leitung Otto Nordenskjölds.